# Jack Carlin
Jack Andrew Carlin (ur. 23 kwietnia 1997 w Paisley) – brytyjski kolarz torowy, trzykrotny medalista torowych mistrzostw świata.

## Kariera
Pierwszy sukces w karierze osiągnął w 2015 roku, kiedy zdobył brązowy medal w sprincie drużynowym podczas mistrzostw świata juniorów. Na rozgrywanych rok później mistrzostwach Europy w Yvelines wywalczył srebrny medal w tej samej konkurencji. W 2018 roku zdobył kolejne dwa medale na mistrzostwach świata w Apeldoorn. Najpierw wspólnie z Ryanem Owensem, Jasonem Kennym, Philipem Hindes'em i Josephem Trumanem zajął drugie miejsce w sprincie drużynowym. Następnie zdobył srebrny medal indywidualnie, rozdzielając na podium Matthew Glaetzera z Australii i Francuza Sebastiena Vigiera. W sprincie drużynowym zdobył także srebrny medal na mistrzostwach świata w Berlinie w 2020 roku i brązowy podczas mistrzostw świata w Yvelines dwa lata później.
Brał udział w igrzyskach olimpijskich w Tokio, zdobywając dwa medale. Razem z kolegami z reprezentacji zdobył srebrny medal w sprincie drużynowym. Następnie zajął trzecie miejsce w sprincie indywidualnym, przegrywając z dwoma Holendrami: Harrie'm Lavreysenem i Jeffreyem Hooglandem. Na tej samej imprezie zajął też ósme miejsce w keirinie.